# 謝利措
52°22′N 34°06′E / 52.367°N 34.100°E
謝利措（俄语：Сельцо，意即「小村落」）是俄羅斯布良斯克州北部的一個城市，位於傑斯納河畔，距布良斯克西北22公里。2002年人口19,140人。
1938年建立，1990年設市。